# Inał Dzagurow
Inał Chuszynowicz Dzagurow (ros. Инал Хушинович Дзагуров; ur. 5 marca 1980) – rosyjski, a od 2006 roku słowacki zapaśnik walczący w stylu wolnym. Zajął szesnaste miejsce na mistrzostwach świata w 2007 i dwudzieste drugie na mistrzostwach Europy w 2007. Trzeci w Pucharze Świata w 2003 i czwarty w 2001. 
Mistrz świata wojskowych w 2001. Mistrz Rosji w 2001 roku.